# 第4飛行隊 (陸上自衛隊)
第4飛行隊（だいよんひこうたい）は、陸上自衛隊目達原駐屯地（佐賀県神埼郡吉野ヶ里町）に駐屯する第4師団隷下の航空科（ヘリコプター）部隊である。

## 概要
第4師団唯一の航空機（ヘリコプター）を保有する部隊である。隊長は、2等陸佐が充てられ、多用途ヘリコプターを装備して第4師団作戦部隊に対する航空支援（航空偵察、人員・物資空輸、無線中継、射撃の観測、患者空輸、小規模な空中機動等）、災害派遣等（情報収集、捜索・救助、人員・物資空輸、患者空輸、空中消火等）、広報支援を任務とする。
目達原駐屯地には西部方面航空隊の第1戦闘ヘリコプター隊、西部方面ヘリコプター隊が所在する。

## 沿革
第4管区航空隊
- 1954年（昭和29年）1月10日：第4管区航空隊が小月駐屯地（山口県下関市）に新編。

第4航空隊
- 1954年（昭和29年）9月10日：第4管区航空隊（小月駐屯地）が第4航空隊に改編。
- 1956年（昭和31年）11月26日：第4管区航空隊が小月駐屯地から目達原駐屯地に移駐。

第4飛行隊
- 1962年（昭和37年）1月18日：組織の改編に伴い、第4航空隊（目達原駐屯地）を第4飛行隊に改称、西部方面航空隊隷下の部隊となる。
- 1994年（平成06年）3月28日：第4飛行隊（目達原駐屯地）が第4師団隷下の部隊となる。
- 2003年（平成15年）3月27日：部隊改編。UH-1Jを装備[1]。

## 部隊編成
- 第4飛行隊本部
- 飛行班
- 整備班
- 通信班

車両表示は、「4飛」。

## 主要幹部
| 代 | 氏名       | 在任期間            | 主な後職 |
| -- | ---------- | ------------------- | -------- |
|    | 藤井伸橘   | 2000.8.1-2002.7.31  |          |
|    | 庄山 聡    | 2002.8.1-2004.7.31  |          |
|    | 濱田博之   | 2004.8.1-2006.7.31  |          |
|    | 穐村佳和   | 2006.8.1-2008.7.31  |          |
|    | 北島一生   | 2008.8.1-2010.7.31  |          |
|    | 三浦雄司   | 2010.8.1-2011.7.31  |          |
|    | 目黒淳二   | 2011.8.1-2013.7.31  |          |
|    | 川宿田州成 | 2013.8.1-2014.7.31  |          |
|    | 姫野智一   | 2014.8.1 -2015.7.31 |          |
|    | 上原祐二   | 2015.8.1-2018.3.22  |          |
|    | 佐藤孝文   | 2018.3.23-          |          |

前淵啓介

## 主要装備
- UH-1J